# Senad Lulić
Senad Lulić (né le 18 janvier 1986 à Mostar), est un footballeur international bosnien.
Avec sa sélection, il participe à la Coupe du monde de 2014. 

## Biographie
Lulić est né à Mostar en Bosnie-Herzégovine, mais grandit à Jablanica.
Il immigre en Suisse du fait de la guerre, et commence sa carrière au FC Coire 97. Puis à Bellinzone, où il aide le club à remonter en Super League. En juillet 2008, il est transféré à Grasshopper, où il joue deux saisons avant de rejoindre le BSC Young Boys. Après une bonne saison, où Lulić met 9 buts en 40 matches, il rejoint la Lazio Rome.
Le 23 janvier 2020, il fait son retour en sélection nationale dans l'espoir d'aider son pays à se qualifier en vue de l'Euro 2020 grâce aux barrages.

### Lazio
Le 16 juin 2011, Lulić signe un contrat de cinq ans en faveur de la Lazio pour 3 millions d'euros.
Le 23 octobre 2011, Lulić inscrit son premier but avec la Lazio contre Bologne sur une passe de son coéquipier Djibril Cissé.

## Palmarès
- Vainqueur de la Coupe d'Italie en 2013 et 2019 avec la Lazio Rome
- Finaliste de la Coupe d'Italie en 2017 avec la Lazio Rome
- Vainqueur de la Supercoupe d'Italie en 2017 et en 2019 avec la Lazio Rome